# Desant na Drvar (film, 1963)
Desant na Drvar je bil jugoslovanski vojni film iz leta 1963, ki prikazuje dogodke operacije Konjičev skok.